# 川嶋辰彦
川嶋 辰彦（かわしま たつひこ、1940年〈昭和15年〉4月20日 - 2021年〈令和3年〉11月4日）は、日本の経済学者。学習院大学名誉教授。国土交通省専門委員。研究分野は空間経済学、統計学、計量経済学。学位はPh.D.（米国ペンシルベニア大学・1971年）。文仁親王妃紀子の父。

## 人物
学習院馬術部大学部長であり、皇太子明仁親王一家（当時）とは部の会合で何度か顔を合わせ、面識があった。
日泰間の学生交流やボランティア活動にも力を入れており、講演活動や学校の総合学習などの講師などの活動も盛んに行っている。
秋篠宮文仁親王（礼宮）と長女・紀子の婚約内定の報道がなされた際、メディアでは社内の表記基準に従い標準字体の「川島」と報道した媒体も存在したが、宮内庁関係者などからの強い要望もあり、異体字を使用した戸籍名の「川嶋」に表記を改めた。
2021年10月19日に入院搬送され療養を続けていたが、同年11月4日11時55分、東京都中央区の聖路加国際病院で死去。81歳没。
当初は死因が明らかにされなかったが、11月5日に死因が中皮腫であると公表された。

## 略歴
- 1940年、現在の東京都豊島区に内閣統計局長の父・川嶋孝彦と母・川嶋紀子（いとこ）の次男として生まれる。本籍地は和歌山県和歌山市本町。

### 学歴
- 1959年、東京都立戸山高等学校卒業
- 1964年、東京大学経済学部卒業
- 1966年、東京大学大学院経済学研究科修士課程修了
- 1969年、ペンシルベニア大学大学院修士課程修了
- 1971年、ペンシルベニア大学大学院博士課程修了、同年Ph.D. in Regional Science取得

### 職歴
- 1972年、ペンシルベニア大学大学院専任講師
- 1973年、学習院大学経済学部助教授
- 1976年、学習院大学経済学部教授
- 1977-1979年、国際応用システム分析研究機構（IIASA:所在地オーストリア）主任研究員
- 1994-1996年、学習院大学東洋文化研究所長
- 1997-2011年、学習院海外協力研修プログラム（GONGOVA）企画・実施責任者
- 2011年、学習院大学名誉教授

### 所属学会
- 国際地域学会（Regional Science Association International）
- 応用地域学会
- 日本交通学会

### 学外における役職
- 応用地域学会会長（1994年4月 - 1995年3月）
- NPO法人日本トレッキング協会会長
- キッズ・キッチン協会名誉顧問
- 財団法人森記念財団理事
- アカデミーヒルズ評議委員
- 財団法人松下国際財団評議員、公益財団法人松下幸之助記念財団評議員[9]など
- 名桜大学客員教授
- 国土交通省社会資本整備審議会都市計画・歴史的風土分科会 歴史的風土部会 歴史的風土の保存・継承小委員会専門委員

## ゼミにおけるテーマ
- 福祉問題やボランティアに関心が高く、ゼミではNGO・NPO及びODA、ホスピスと人間の尊厳、世界人権宣言、被差別部落と同和問題、児童労働の商業的搾取、地域政策とヴォランタリズム、生と死と神、並びに生前契約と死の自己受容などをテーマに取り上げる。
- 南太平洋地域への開発援助政策を永年研究課題としている。
- 島津禎久が手がける社会問題、環境問題、老人や精神障害者のこと等をとりあげたフォトグラフィック・プロジェクトに関心を寄せ、島津の依頼に応じて1993年に刊行された写真集『充たされた日々―イギリスのホスピスを訪ねて』の序文を執筆している。また、この写真集は川嶋のゼミのテキストに指定された。

## 論文・文献

### 文献
- 「油田開発に関する統計的決定問題をめぐる考察についての résumé」（日本科学技術連盟・1966年6月）
- 『アジア経済発展の短期予測』（アジア経済研究所・1967年）
- “A Preliminary Analysis of the Effects of Urbanization on Water Quality,” Working Paper, Regional Science Research Institute（1970年3月・T. R. Hammer and R. E. Coughlin）
- “Estimation of the 1975 Distribution of Employment and Population: NCT COG Jetport Impact Study-Phase C,” Report, Regional Science Research Institute（1970年8月・R. C. Douglas and B. H. Stevens）
- “The Future Spatial Structure of the North Central Texas Metropolitan Region,” Report, Regional Science Research Institute（1970年9月・R. C.Douglas, B. H. Stevens and R. E. Miller）
- “Housing Information System for the State of Pennsylvania: Phase I,” Report, Regional Science Research Institute（1971年12月・R. C. Douglas, E. Yandola and B. H. Stevens）
- Urban Production Functions and Economies of Urban Agglomeration（Ph. D. Dissertation,University of Pennsylvania,1971年12月）, The University Microfilms International, Ann Arbor,Michigan
- 「社会システムにおける一般均衡論」（W. アイザード及び P. ライデル共著の翻訳），『情報科学の基礎Ⅲ : 情報科学と社会科学』北川敏男・他編（学習研究社・1972年）
- “Property Value and Open Space in Northwest Philadelphia: An Empirical Analysis,” Discussion Paper Series No. 64, Regional Science Research Institute（R. E. Coughlin共著・1973年）
- 「都市交通とその問題点──米国リンデンヴァルド・ラインとの関連において──」『地域と交通』五十嵐日出夫・他編（技報堂・1973年）
- 「アイザードの活動複合体分析と環境管理」日交研シリーズ（日本交通政策研究会・1974年）
- “Agglomeration Economies and Urbanization-Megalopolitanization Processes,” Area Developmentin Japan, Japan Center for Area Development Research（1974年）
- 「国際環境シンポジウムと地域学」（随想）,『高速道路と自動車』第17巻第12号（高速道路調査会・1974年12月）
- 「都市環境の経済学（図式的分析）」『新都市』第29巻第3号（都市計画協会・1975年3月）
- “Analysis of Agglomeration Economies for Tohkaidoh Megalopolis,” Comparative MegalopolitanProblems, European Research Institute for Regional and Urban Planning, The Hague（1975年）
- “Urban Agglomeration Economies in Manufacturing Industries,” Papers of the Regional ScienceAssociation（1975年）
- 「道，想い出すまま」,『高速道路と自動車』第18巻（高速道路調査会・1975年）
- 「ナショナル・フラッグ・キャリヤーとしての日本航空」『おおぞら』第142号（日本航空・1975年10月）
- “Remarks of Growth Pole, Optimun Urban Size and Agglomeration Analysis: DiscussantʼsComments on Niles M Hansen,” Growth Pole Strategy and Regional Development Planning inAsia, United Nations Center for Regional Development（1976年）
- “Habitat and Urbanization,” Toward a Better Habitat for the 21st Century（Report on the NagoyaHabitat Conference）, Chuhbu Regional Development Research Center（1976年）
- 「ワーキング・グループ作業，想い出すまま」『通産ジャーナル』第9巻 第1号（通商産業調査会・1976年4月）
- 「P 氏のトルソー: オープンスペースと地域政策」『新都市』第30巻 第5号（都市計画協会・1976年5月）
- 「日米航空協定の現状と問題点──十月交渉を前にして──」（航空政策研究会・1976年8月）
- 「都市の快適性 : SMSA 分析への誘い」（国土計画協会・1977年1月）
- “Changes in the Spatial Population Structure of Japan,” RM－77－25, International Institute forApplied Systems Analysis（1977年）
- 「経済活動と交通の条件」（第1章）及び「企業の立地と集積経済」（第10章） 『交通の経済学』（岡野行秀編、有斐閣・1977年12月）
- “Regional Impact Simulation Model BALAMO: For Government Budget Allocation Policy injapan,” Models for Regional Planning and Policy-Making（Proceedings of the Joint IBM/IIASAConference, Vienna, September 1977）, A. Straszak and B. V. Wagle（eds.）, UKSC-0097,International Institute for Applied System Analysis
- “Human Settlement Systems: Development Processes and Strategies”（Background Paper for the1980 October Conference）, WP－78－23, International Institute for Applied Systems Analysis（P. Gordonと共著・1978年）
- 「都市システムと交通政策」高速道路と自動車（高速道路調査会・1980年）
- 「PSSI の側面」平和研究（日本平和学会・1980年）
- “Urban Optimality: A Theoretical Study on the Effects of Urban Agglomeration Economies, Citiesin Transition: Problems and Policies, P. Nijkamp and P. Rietveld（eds.）, Sijthoff & NoordhoffInternational（1981年）
- 「先行的交通投資の課題」建設月報（建設広報協議会・1981年）
- 「都市化現象と都市圏分析」『新都市』（都市計画協会・1981年）
- 「核不拡散と国際的エネルギー需要の展望」,『核不拡散のための新国際制度に関する対応等の調査検討（調査報告書）』（核物質管理センター・1981年）
- 「わが国の地域別年齢階級別将来人口像──ロジャース-ウィルキンス・モデル（IIASAモデル）の応用──」学習院大学経済論集（大鹿隆・大平純彦・木村文勝と共著・1982年）
- 「巨大都市圏地域の年齢構造環境──高齢化社会と公共投資──」都市問題研究（都市問題研究会・1982年）
- Human Settlement Systems: Spatial Patterns and Trends, International Isnstitute for AppliedSystems Analysis（P. Korcelliと共著・1982年）
- “Recent Urban Trends in Japan: Analysis of Functional Urban Regions,” Human SettlementSystems: Spatial Patterns and Trends, T. Kawashima and P. Korcelli（eds.）, International Institutefor Applied Systems Analysis（1982年）
- 「都市化の将来──都市圏人口変動の日米比較──」運輸と経済（運輸調査局・1982年）
- 「高速道路のサーヴィス」高速道路と自動車（高速道路調査会・1982年）
- 「日本の道路整備 : 今後の課題と展望」（建設工業新聞・1982年）
- 「非ラインホール障壁」テイクオフ（全日本空輸・1983年）
- 「超長期的道路政策」道路建設（日本道路建設業協会・1983年）
- 「地域人口変化と高齢化社会」学習院大学経済論集（学習院大学・1983年）
- 「運輸白書を語る」トランスポート（運輸省大臣官房・1984年）
- 「都市盛衰と逆都市化現象」新都市（都市計画協会・1984年）
- 「佐和隆光著『虚構と現実』」RIRI 流通産業（流通産業研究所・1984年）
- 「キャンプと自動車」高速道路と自動車（高速道路調査会・1984年）
- 「南太平洋地域の通信教育」産業立地（日本立地センター・1984年）
- 『道路交通需要の将来予測─シナリオ比較分析─』国民道路白書シリーズ（道路経済研究所・1984年）
- “Long Term National and Regional Developmant Plans in Japan: Citation Summary,” Report at TheIIASA/SRI Workshop on Strategic Regional Policy（1984年）
- 「道路交通の将来需要と交通渋滞の経済的損失」（研究報告）,『道路交通難の現状と対策』（日本交通政策研究会・中村清と共著・1984年）
- 「道路投資は利益を生む」『日本経済新聞 ｢経済教室｣』（今野源八郎と共著・1985年）
- “Recent Urbanization in Japan: Implications of the 1980 Population Census Figures,” HousingPolicy in Urban Areas: Principles, Planning and Policy, A. Andersson and B. Harsman（1985年）
- 「固有名詞を冠した乗物」高速道路と自動車（高速道路調査会・1985年）
- 「道路整備と渋滞緩和便益」『NaLPI-News』（国土政策機構・1985年）
- “Roxy Index: An Indicative Instrument to Measure the Speed of Spatial Concentration andDeconcentration of Population,”学習院大学経済論集（学習院大学・1985年）
- 「発展途上国に対するわが国の経済協力」『経済』（学習院大学経済学研究部・1985年）
- “Speed of Suburbanization: ROXY Index Analysis for Intra-metropolitan Spatial Redistribution ofPopulation in Japan,”学習院大学経済論集（学習院大学・1986年）
- 「オート・キャンプ政策」高速道路と自動車（高速道路調査会・1986年）
- 「南太平洋地域における日豪協力の諸次元」,『日豪両国の相互発展および協力に関する日379豪指導者の意識調査』田中靖政他編（総合研究開発機構・1986年）
- “People Follow Jobs in Japan? : Suburbanization of Labour and Job Markets,”学習院大学経済論集（学習院大学・1986年）
- “Spatial Cycle Race 1985: ROXY Index Analysis of the 1985 Population Census for Three Railway-line Regions in the Tokyo Metropolitan Area,” 学習院大学経済論集（学習院大学・1986年）
- “Regional Economic Policies: Through Development of High Technology Oriented Industries,”学習院大学経済論集（学習院大学・1987年）
- “Is Disurbanization Foreseeable in Japan? : A Comparison between US and Japanese Urbanization Processes,” Spatial Cycles, Leo van den Berg, Leland S. Burns and Leo H. Klaassen（1987年）
- 「高規格のオート・キャンプ場」高速道路と自動車（高速道路調査会・1987年）
- “ROXY Index Analysis of Population Changes in Japan for 1960-85: Spatial（De）centralization and（De）concentration,”学習院大学経済論集（学習院大学・1987年）
- 「南太平洋大学衛星通信網 USPNET の本格的救済と整備拡充の方向─わが国の政府開発援助（ODA）政策に対する提案─」，学習院大学経済論集（1989年）
- “Toward the Construction of Regional Model,” Indonesian Economic Development: Issues and Analysis,市村眞一編（国際協力事業団・1988年）
- 「USPNET（南太平洋大学遠隔地教育用衛星通信網）の整備拡充方策─ ODA プロジェクト形成へ向けての試案─」（電子情報通信学会・1988年）
- 「太平洋文化の新時代」（読売新聞・1988年）
- 「RV の安全基準とオートキャンプ」高速道路と自動車（高速道路調査会・1988年）
- “Optimal Congestion Tax of Expressway: A. A. Walters Re-examined, P. K. Else Re-appraised, and Demand-surface Paradigm Re-considered,”学習院大学経済論集（1988年）
- “Decentralized Technology Policy: The Case of Japan,” Environment and Planning C: Government and Policy（W. Stoehrと共著・1988年）
- “Driverʼs Licence Ownership in Japan: Long Term Forecasting by Cohort Analysis,”学習院大学経済論集（H. Ogasawaraと共著・1989年）
- 「オートキャンプ環境」高速道路と自動車（高速道路調査会・1989年）
- 「ROXY 指標の基礎概念」学習院大学経済経営研究所年報（1989年）
- “Optimum Level of Traffic Congetion Taxes: An Outgrowth of Elseʼs Approach,” New Frontiers in Regional Science: Essays in Honour of Walter Isard, Volume１, Manas Chatterji and Robert E.Kuenne（1990年）
- 「通信衛星が結ぶ南太平洋大学」媒 : NAKADACHI（放送教育開発センター・1990年）
- “Technological Innovation and Industrial Location: Theoretical Analysis,”学習院大学経済論集（1990年）
- 「ありのままの自然から」『かんきょう』（日本環境協会・1991年）
- 「外部経済性と空間経済論」『経済』（学習院大学経済学研究部・1991年）
- 「発展の慣性」『Celebrate the 50th Anniversary』（学習院大学桜鞍会・1991年）
- 「撥（ばち）を絲（いと）にあてる」『チター・フロインデ』（日本チター協会・1992年）
- 「国際民間航空協定に寄せる期待」『Currents』（日本航空広報部・1992年）
- 「オートキャンプと自然環境」キャンパー・ニュース（日本オートキャンプ協会・1992年12月15日）
- “Innovation and Location: Spatial Agglomeration and Deglomeration,” Does Economic Space Matter?: Essays in Honor of Melvin L. Greenhut, H. Ohta and J. Thisse（eds.）（St. Martinʼs Press・1993年）
- “Metropolitan Analysis: Boundary Delineations and Future Population Changes of Functional Urban Regions,”学習院大学経済論集（A. OkabeとN. Ohtera共著・1993年）
- “Centralization and Suburbanization: ROXY Index Analysis for Five Railway-line Regions in Tokyo Metropolitan Area,”学習院大学経済論集（1993年）
- 「南緯19度03分，西経169度55分─思索する島嶼国『ニウエ』─」『Travel and Business』（協和海外旅行・1993年）
- 「葉,花,冬芽」『建設月報』（建設広報協議会・1993年）
- 「東京一万分一」学習院大学新聞（1993年）
- “Mathematical Characteristics of ROXY Index（Ⅰ）: Distance and Reversed Distance Used asWeighing Factors,”学習院大学経済論集（1993年）
- 「都市圏の成長と衰退」（講演記録），『日本ハビタット学会レポート No.１』（日本ハビタット学会・1993年）
- 「山村で休暇を」（座談会），『「山村で休暇を」フォーラム報告集─都市と山村の新しい出会いを求めて─』林野庁計画課内「山村で休暇を」（フォーラム実行委員会・1993年）
- “Mathematical Characteristics of ROXY Index（Ⅱ）: Periods of Intrametropolitan Spatial-cycle Paths and Theoretically-ideal Formulations of ROXY Index”,学習院大学経済論集学習院大学（N. Hiraokaと同著・1993年）
- 「アフリカ現代石彫展」『電通報』（電通・1993年）
- “Mathematical Characteristics of ROXY Index（Ⅲ）: Functional Relationship betweenʻTheoretically-ideal ROXY Index with CBD Distance Used as Weighing Factorʼ and ʻThat withReversed CBD Distanceʼ,”学習院大学経済論集（N. Hiraokaと同著・1994年）
- “Aged Population in Spatial Cycles: ROXY Index Analysis for Chuo-Railwayline Region in TokyoMetropolitan Area,”学習院大学経済論集（N. Hiraoka・1994年）
- “Chronological Time-lags over Spatial-cycle Path: Comparative Analysis on Inter-city Agglomeration and Deglomeration of Population in Indonesia, Japan, Sweden and USA,”学習院大学経済経営研究所 年報（I. J.Azis・M. Teneと共著・1994年）
- 「わが国におけるオートキャンプのあり方と課題」オートキャンプ研究会講演録（オートキャンプ研究会・1994年）
- 「人間と自然環境との触れ合い─次世代に向けて─」『こうぎょう』（大阪工業会・1994年）
- 「都市間の人口集中並びに人口分散─インドネシア，日本，スウェーデン，及び米国の比較─」,『香港はどうなる─21世紀の東アジアと日本─』国際東アジア研究センター市民講座第5回国際東アジア研究センター（北九州市・1994年）
- 「自然に優しいウォーターフロントの物語」『ボラード』（港湾空間高度化センター・1994年）
- “Mathematical Characteristics of ROXY index（Ⅳ）: ROXY Index as Compared with Correlation Coefficient,”『学習院大学経済論集』学習院大学（Y. Asami, S. Funamoto・N. Hiraokaと共著・1994年10月）
- 「フォッサ・キャロライナと港」 『酒田北港開港20周年記念シンポジウム報告書』（酒田北港開港20周年記念事業実行委員会、山形県・1994年）
- “Mathematical Characteristics of the ROXY Index（Ⅴ）: Comparison of the ROXY Index with Other Major Yardsticks Measuring Convergence and Divergence,”『学習院大学経済論集』学習院大学（1995年7月）
- 「ウォーターフロントと国際交流への期待─紀伊水門（きのみなと）を想いつつ─」 『FAZ（Foreign Access Zone）』（輸入促進地域整備推進協議会・1995年8月）
- “Relative Positions along the Spatial-cycle Path: Inter-city Concentration and Deconcentration of Population in Australia, Indonesia, Japan, Sweden and USA,” Cities and the New Global Economy,Joint OEDCD/Australian Government Conference Proceedings, Volme2, Commonwealth ofAustralia（I. Azis et al.・1995年）
- “Roxy-index Analysis on the Spatial-cycle Path for Six Spatial Systems in Japan,”『学習院大学経済論集』学習院大学
- 「森林都市とリストレーション」 『森林都市』（森林都市づくり研究会・1996年1月）
- 「ハナイカダ」『オートキャンプ』（日本オートキャンプ協会・1996年3月15日～2004年6月15日）
- “Notes and Preliminary Results Regarding the Effectiveness of Japanese Research Parks,”『学習院大学経済経営研究所 年報』学習院大学（S.J. Bassと共著・1997年3月）
- 「馬と共に生きる村をめざして─茨城県大洋村から─」（座談会） 『Journal of Equine Science』（日本ウマ科学会・1997年10月）
- 「小さな試み─若人に託す夢─」及び「GONGOVA 1997の実施概要」 『第一回学習院海外協力研修プログラム1997（GONGOVA 1997）実績報告書』 学習院大学東洋文化研究所（1997年12月）
- “Comparative Analysis of Intercity Agglomeration,” Regional Science: Perspective for the Future,M. Chatterj（ed.）, McMillan（I. J. Azis・M. Taneと共著・・1997年）
- “Robustness of Roxy Index in Analysis of Three Systems of Largest Thirty Cities in Japan:Constantly Fixed, Backwardly Variable and Forwardly Variable Member Cities,”『学習院大学経済経営研究所 年報』学習院大学（N. Hiraoka・1998年12月）
- 「小さな試み─若人に託す夢─」及び「GONGOVA 1998の実施概要」 『第二回学習院海外協力研修プログラム1998（GONGOVA 1998）実績報告書』，GONGOVA プログラム・ユ

ニット』（学習院大学経済学部川嶋研究室・1998年12月）
- 「自然環境とヒトの触れ合い─ウマと子供達─｣，『茨城県大洋村・沖縄県与那国町の交流384フォーラム報告書』（与那国町商工会同青年部・1999年3月）
- “Long-term Urban Development of the Finnish Population: Application of the ROXY-indexAnalytical Method,”『学習院大学経済論集』学習院大学（M. Hirvonen・N. Hiraokaと共著・1999年）
- “Urbanization, Suburbanization and Revived-urbanization: ROXY-index Analysis for the ChuoRailwayline Region of Tokyo,”学習院大学経済論集（A. Fukatsu・1999年10月）
- 「パン・マ・パー地域現地調査報告」,『国際共同による地域素材遠隔学習番組の開発』文部科学省メディア教育開発センター（大作勝と共著・2000年3月）
- “Its Own Built-in Urban Genes: On Spatial-cycle Path for Spatial Systems of Both FunctionalUrban Regions（FURs）and Functional Urban Cores（FUCs）in Japan,”学習院大学経済経営研究所年紀（学習院大学・2000年12月
- “ROXY-Index Analysis of Spatial Cycles for Population Changes in Japan: Larger MetropolitanAreas and Smaller-and-Non-Metropolitan Areas,”学習院大学経済論集（N. Hiraokaと共著・2001年）
- “Spatial-cycle Race for Urbanization and Subrbanization: The Tokyo, Osaka and NagoyaMetropolitan Areas,” Regional Science Perspectives in Economic Analysis: A Festschrift in Memory of Benjamin H. Stevens, M. L. Lahr and R. E. Miller（eds.）, Elsevier Science B. V.（N. Hiraokaと共著・2001年）
- 「米国の逆都市化現象と我が国の三大都市圏人口変化」 学習院大学経済論集（2001年4月）
- 「空間経済学的完全競争市場に於ける均衡市場領域─ Lösch 再考（その1）─」 学習院大学経済論集（西川友美子と共著・2001年）
- 「都市サイクルと都市設計─わが国大都市圏の人口変化と住宅投資に対する需要圧力─」 住宅・土地問題研究論文集〔23〕（日本住宅総合センター・2001年9月）
- 「『N 番目に小さな正六角形市場領域』が有する『ネット家計数（n）』─ Lösch 再考（その2）─」 学習院大学経済論集（西川友美子と共著・2002年4月）
- 「まちづくり・都心づくり─人口の都心回帰と公園緑地─」 講演緑地（日本公園緑地協会・2002年6月）
- “International Volunteer Cooperation Activities of GONGOVA: Grassroots Programme for theUnderprivileged Villages in Thailand,”学習院大学経済論集（R. Samataと共著・2002年7月）
- “Possible Revitalization of the Central Part of the Tokyo Metropolitan Area: ROXY-index Analysisof Spatial Cycles,”学習院大学経済論集（2002年12月）
- “Social Welfare Policies for The Aged Population in The Takasaki Railway-line Region of TheTokyo Metropolitan Area: ROXY-index Analysis of Urban Spatial Cycles,”学習院大学経済論集（Y. Nishikawaと共著・2002年4月）
- “Ex Post Facto Analysis: A Method to Evaluate the Accuracy of Projection Estimated in 1970 forthe 1990 Spatial Population Distribution in the North Central Texas Region of the US,”『学習院大学経済論集』（R. C. Douglas・Y. Nishikawaと共著・2003年10月）
- “Cabbages, Roads and Metropolitan Areas: Towards Sustainable Development of a HighlanderVillage in Northwestern Thailand,”学習院大学経済論集（R. Samataと共著・2004年1月）
- 「学習院馬術の彰往考来」学習院広報（学習院大学・2004年）
- 「山間地僻村における伝統的焼畑農耕と高齢者生活環境の変容──タイ国北西部ポー・カレン族居住山村バン・メーチャンの事例──」学習院大学経済論集（佐俣留奈子と共著・2004年７月）
- “Case and Theory of NGO Volunteer Activities: International Grassroots Cooperative Programmesby GONGOVA for Uplander Villages in Northwestern Thailand,”学習院大学経済論集（R. Samata・2004年11月）
- “ROXY-index Analysis of the Long-term Spatial Cycles: For the Aged Population in OkinawaPrefecture of Japan,”学習院大学経済経営研究所 年報（A. Fukatsu・Y. Nishikawaと共著・2004年12月）
- 「タイの山村生活と仏教」平成16年度武蔵野市寄付講座講義録 : 薬・健康と仏教（武蔵野大学出版会・2005年3月）
- “GONGOVA and the Shin-etsu Trail: Fact-reports on Volunteer Activities and Trekking Trails forRevitalization of Under-privileged Regions,” Social Capital and Development Trends in RuralAreas, Vol.２, K. Ito et al.（eds.）, MARG（Marginal Areas Research Group）
- 「国営公園空間」公園緑地（日本公園緑地協会・2006年5月）
- “Re-urbanization of Population in the Tokyo Metropolitan Area: ROXY-index/Spatial-cycleAnalysis for the Period 1947－2005,”学習院大学経済論集（A. Fukatsu・N. Hiraokaと共著・2007年4月）
- 「外部経済性の考察（需要曲面分析〈その1〉）──需要曲面から求められる導出需要曲線と限界社会便益曲線──」 学習院大学経済論集第44巻第3号（平岡規之・野呂純一・佐俣留奈子と共著・2007年10月）
- “Löschian Law of the N-n Relationship: Re-visited and Re-examined,“ Space-Structure-Economy:A Tribute to August Lösch, U. Blum, et al.（eds.）, Nomos, Baden-Baden（Y. Nishikawaと共著・2007年）
- 「フィットパスづくりと地域の活性化について」 第2回根室フットパス大会（酪農家集団・2008年）
- 「タイの山奥にて」 学習院輔仁会雑誌（2009年1月）
- 「外部経済性の考察（需要曲面分析〈その2〉）──純社会便益の最大化と最適需要水準、最適課税額、及び最適補助金額──」 学習院大学経済論集（平岡規之・野呂純一と共著・2009年4月）
- 「外部経済性の考察（需要曲面分析〈その3〉）──大学内 NGOヴォランティア・プログラムの参加者に対して給付される『ヴォランティア奨学金』の最適な金額──」 学習院大学経済論集（野呂純一と共著・2009年7月）
- 「私の『ボランティア』教育論」 『文藝春秋』第87巻 第8号（2009年）
- 「外部経済性の考察（需要曲面分析〈その4〉）──右向きに凸の需要曲線に対応する限界社会便益曲線、並びに純社会便益の最大化を齎す最適な課税額及び補助金額──」 学習院大学経済論集（野呂純一と共著・2010年10月）
- 「『タイ北西部山村に居住するカレン族の音楽政治』現地調査──草の根的国際協力 NGOヴォランティア活動の展開に肝要な文化理解──」学習院大学経済論集（富田育磨と共著・2010年10月）
- 「『タイ北西部の中山間地を管轄する地方自治体』現地調査─草の根的国際協力 NGO ボランティア活動の円滑な実施に益する行政関連資料─」学習院大学経済経営研究所年報（富田育磨と共著・2010年12月）
- 「『タイ北西部山村に居住するカレン族の農業経済活動』現地調査─熱帯季節林山間地域の持続的社会経済発展に資する森林管理哲学の考察─」（富田育磨と共著・2011年2月）

### 論文
- 『Demand Surface with External Economies : Derivation from Two Utility Functions(Ⅰ) 』學習院大學經濟論集（2012年）
- 『発刊によせて(南太平洋の遠隔教育と学習者たち-南太平洋大学(USP)調査報告-)』
- 『Metropolitan Analysis : Boundary Delineations and Future Population Changes of Functional Urban Regions』學習院大學經濟論集（平岡規之・岡部篤行・大寺信之・1993年）